# IC 1976
IC 1976 је спирална галаксија у сазвјежђу Часовник која се налази на листи објеката дубоког неба у Индекс каталогу.
Деклинација објекта је - 47° 26' 16" а ректасцензија 3h 37m 8,9s. Привидна величина (магнитуда) објекта IC 1976 износи 15,0 а фотографска магнитуда 15,8. IC 1976 је још познат и под ознакама ESO 200-51, PGC 13355.